# إيلينا سوبوليفا
إيلينا فلاديميروفنا سوبوليفا (الروسية: Елена Владимировна Соболева ، ولدت في 3 أغسطس 1982 في بريانسك ، جمهورية روسيا الاتحادية الاشتراكية السوفيتية، الاتحاد السوفيتي) عداءة مسافات متوسطة روسية سابقة تخصصت في 1500 متر، سجلت في فبراير 2008 رقما قياسيا عالميا جديدا داخل الصالات قدره 3: 58.05 دقيقة في سباق في موسكو ،  وفي مارس 2008 حطمت الرقم القياسي العالمي الخاص بها في فالنسيا. فازت بميدالية فضية في بطولة العالم للصالات المغلقة في موسكو.
خلال الالعاب الروسية الداخلية في موسكو في يناير 2008 ، سجلت رقمًا قياسيًا وطنيًا جديدًا في سباق أميال السيدات بزمن قدره 4: 20.21 دقيقة ، وهو ثالث أسرع وقت على الإطلاق. كما أنها تحمل الرقم القياسي الوطني في الأماكن المغلقة لمسافة 800 متر ، والذي تم تسجيله في موسكو خلال موسم 2008.
بعد حظر المنشطات لمدة عامين من عام 2007 ، عادت إلى الرياضة في عام 2011 ، لكنها تقاعدت بعد موسم 2013.